# Блеріо (супутник)
Блеріо (фр. Blériot) — один із супутників-пастухів Сатурна.
Супутник є мінісупутником Сатурна, котрий також називають «пропелером Транс-Енке», втім таке ж прізвисько має й інший супутник-пастух Ергарт. Радіус Блеріо становить менше 1200 метрів. Він рухається орбітою на відстані близько в 135 000 км від Сатурна, у зовнішній частині кільця А, ззовні від щілини Енке, тому власне й називається «Транс-Енке».
Мінімісяць відкритий у 2005 році зондом Кассіні, відтоді Блеріо кілька разів спостерігали, зокрема 11 листопада 2012 року.
Супутник має неофіційну назву на честь французького авіатора Луї Блеріо.